# Syllepte aureotinctalis
Syllepte aureotinctalis is een vlinder uit de familie van de grasmotten (Crambidae), uit de onderfamilie van de Spilomelinae. De wetenschappelijke naam van deze soort is voor het eerst voorgesteld als Pyrausta aureotinctalis door George Hamilton Kenrick in een publicatie uit 1917.
De soort komt voor in Madagaskar.